# نیلوفر آبی (فیلم ۱۹۶۸)
نیلوفر آبی (به هندی: Neel Kamal) فیلمی است محصول سال ۱۹۶۸ و به کارگردانی رام ماهشواری است. در این فیلم بازیگرانی همچون وحیده رحمان، مانوج کومار، راج کومار، لالیتا پاوار، محمود علی، شاشیکالا، بالراج ساهنی، پایدی جیراج و مراد ایفای نقش کرده‌اند.